# Helius ineptus
Helius ineptus är en tvåvingeart som beskrevs av Alexander 1938. Helius ineptus ingår i släktet Helius och familjen småharkrankar.
Artens utbredningsområde är Ecuador. Inga underarter finns listade i Catalogue of Life.